# Wittmackia lingulata
Espèce
Wittmackia lingulata est une espèce de plantes à fleurs de la famille des Bromeliaceae. Elle se rencontre du Costa Rica jusqu'au Brésil et aux Caraïbes. C'est une épiphyte qui pousse principalement dans le biome tropical humide.

## Description
Wittmackia lingulata est une espèce épiphyte ou terrestre. Les feuilles sont dentées , les dents sont marrons sombre à noirâtres, la face inférieure est densément recouverte de squamules leur donnant un aspect argenté. Le scape est dressé, plus long que les feuilles. L'inflorescence est ramifiée en panicules à 5-7 branches sur lesquelles sont insérées les fleurs blanches ou rosées.

## Répartition et habitat
Wittmackia lingulata est présente au Nord de l'Amérique du Sud, Trinidad, Grandes Antilles et Petites Antilles (Antiqua, Saba, Guadeloupe, Dominique, Martinique, Saint Vincent, Barbade, Grenadines). On la trouve dans les forêts d'arrière mangroves, marécageuses ou inondées, forêts littorales, semi-xérophiles et mésophiles.

## Dénominations
Ce taxon porte en français le nom vernaculaire ou normalisé suivant : Ananas marron, Ananas sauvage.

## Systématique
Le nom correct complet (avec auteur) de ce taxon est Wittmackia lingulata (L.) Mez.
L'espèce a été initialement classée dans le genre Bromelia sous le basionyme Bromelia lingulata L..
Wittmackia lingulata a pour synonymes :
- Aechmea lingulata var. lingulata
- Aechmea lingulata (L.) Baker
- Aechmea odora (Miq.) Baker
- Aechmea plumieri Baker
- Aechmea poeppigii Baker
- Aechmea surinamensis Beer
- Billbergia odora Miq.
- Bromelia lingularia Houtt.
- Bromelia lingulata L.
- Chevaliera lingulata (L.) Griseb.
- Hohenbergia odora (Miq.) Baker
- Hoplophytum lingulatum (L.) Beer
- Lamprococcus ramosus Beer
- Wittmackia glaziouvii Mez
- Wittmackia glaziovii Mez
- Wittmackia odora (Miq.) Mez
- Wittmackia poeppigii (Baker) Mez